# Campionati del mondo di atletica leggera 1980 - 400 metri ostacoli
I 400 metri ostacoli ai campionati del mondo di atletica leggera 1980 si sono tenuti il 14, il 15 ed il 16 agosto 1980. Presero parte alla competizione 24 atlete.

## Situazione pre-gara
Prima di questa competizione, il record del mondo (RM) era il seguente:
| Record                | Prestazione  | Atleta                    | Data                              |
| --------------------- | ------------ | ------------------------- | --------------------------------- |
| Record mondiale       | 54"28        | Karin Roßley Germania Est | 18 maggio 1980 Jena, Germania Est |
| Record dei campionati | nuovo evento | nuovo evento              | nuovo evento                      |

## Risultati

### Batterie

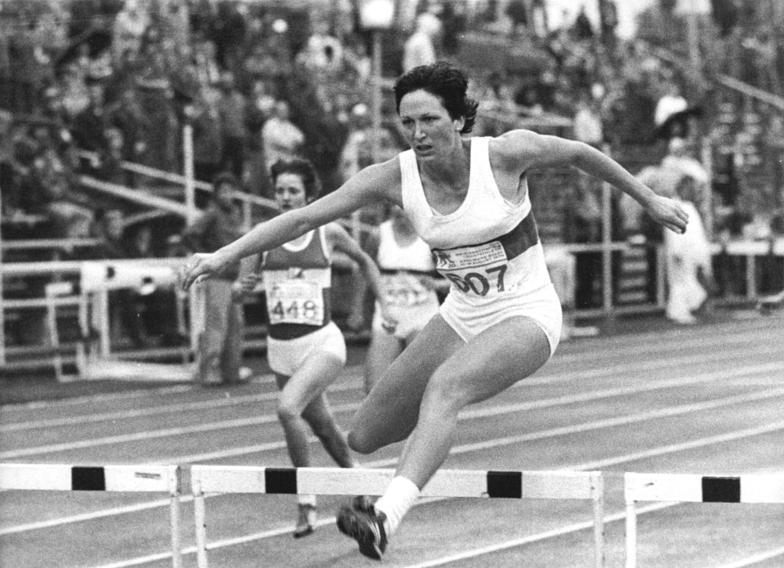
Hurdles winner Bärbel Broschat was the fastest athlete in all three rounds.

Si qualificano alle semifinali le prime tre di ogni batteria (Q) più i migliori 4 tempi (q).
| Pos.  | Batteria | Atleta              | Nazione        | Tempo   | Note |
| ----- | -------- | ------------------- | -------------- | ------- | ---- |
| 1     | 3        | Bärbel Broschat     | Germania Est   | 56"13   | Q    |
| 2     | 4        | Ellen Neumann       | Germania Est   | 56"35   | Q    |
| 3     | 1        | Esther Mahr         | Stati Uniti    | 57"51   | Q    |
| 4     | 1        | Hilde Frederiksen   | Norvegia       | 57"72   | Q    |
| 5     | 2        | Petra Pfaff         | Germania Est   | 57"92   | Q    |
| 6     | 4        | Christine Warden    | Gran Bretagna  | 57"84   | Q    |
| 7     | 2        | Lynette Foreman     | Australia      | 58"07   | Q    |
| 8     | 3        | Mary Appleby        | Irlanda        | 58"54   | Q    |
| 9     | 1        | Montserrat Pujol    | Spagna         | 58"54   | Q    |
| dq 10 | 3        | Rosa Colorado       | Spagna         | 58"79   | Q    |
| 11    | 1        | Olga Commandeur     | Paesi Bassi    | 58"87   | q    |
| 12    | 4        | Helle Sichlau       | Danimarca      | 58"99   | Q    |
| 13    | 2        | Susan Dalgoutté     | Gran Bretagna  | 59"63   | Q    |
| 14    | 2        | Esther Kaufmann     | Svizzera       | 59"74   | q    |
| 15    | 2        | Simone Büngener     | Germania Ovest | 59"98   | q    |
| 16    | 3        | Francine Gendron    | Canada         | 1'00"40 | q    |
| 17    | 3        | Debra Melrose       | Stati Uniti    | 1'00"46 |      |
| 18    | 1        | Lai Lih-Jian        | Taipei cinese  | 1'01"01 |      |
| 19    | 3        | Ruth Dubois         | Francia        | 1'01"12 |      |
| 20    | 2        | Dominique Le Disset | Francia        | 1'01"22 |      |
| 21    | 4        | Kim Whitehead       | Stati Uniti    | 1'01"33 |      |
| 22    | 4        | Andrea Wachter      | Canada         | 1'02"28 |      |
| 23    | 4        | Célestine N'Drin    | Costa d'Avorio | 1'04"91 |      |
| -     | 1        | Kirsi Ulvinen       | Svezia         | dq      |      |

### Semifinale
Si qualificano alla Finale A le prime 4 di ogni semifinale (QA), le restanti si qualificano alla Finale B (qB).
| Pos. | Batteria | Atleta            | Nazione        | Tempo   | Note |
| ---- | -------- | ----------------- | -------------- | ------- | ---- |
| 1    | 1        | Bärbel Broschat   | Germania Est   | 55"89   | QA   |
| 2    | 2        | Ellen Neumann     | Germania Est   | 55"89   | QA   |
| 3    | 2        | Esther Mahr       | Stati Uniti    | 56"16   | QA   |
| 4    | 1        | Petra Pfaff       | Germania Est   | 56"78   | QA   |
| 5    | 1        | Mary Appleby      | Irlanda        | 57"06   | QA   |
| 6    | 2        | Christine Warden  | Gran Bretagna  | 57"26   | QA   |
| 7    | 1        | Hilde Frederiksen | Norvegia       | 57"44   | QA   |
| 8    | 2        | Lynette Foreman   | Australia      | 57"46   | QA   |
| dq 9 | 2        | Rosa Colorado     | Spagna         | 57"47   | qB   |
| 10   | 1        | Montserrat Pujol  | Spagna         | 57"74   | qB   |
| 11   | 2        | Olga Commandeur   | Paesi Bassi    | 57"93   | qB   |
| 12   | 1        | Helle Sichlau     | Danimarca      | 58"44   | qB   |
| 13   | 2        | Simone Büngener   | Germania Ovest | 59"11   | qB   |
| 14   | 2        | Esther Kaufmann   | Svizzera       | 59"55   | qB   |
| 15   | 1        | Susan Dalgoutté   | Gran Bretagna  | 59"85   | qB   |
| 16   | 1        | Francine Gendron  | Canada         | 1'00"14 | qB   |

### Finale A
| Pos     | Nome              | Nazione       | Tempo | Note                                                  |
| ------- | ----------------- | ------------- | ----- | ----------------------------------------------------- |
| Oro     | Bärbel Broschat   | Germania Est  | 54"55 | Record dei campionati · Miglior prestazione personale |
| Argento | Ellen Neumann     | Germania Est  | 54"56 | Miglior prestazione personale                         |
| Bronzo  | Petra Pfaff       | Germania Est  | 55"84 | Miglior prestazione personale                         |
| 4       | Mary Appleby      | Irlanda       | 56"51 | Miglior prestazione personale                         |
| 5       | Esther Mahr       | Stati Uniti   | 56"81 |                                                       |
| 6       | Hilde Frederiksen | Norvegia      | 56"85 | Miglior prestazione personale                         |
| 7       | Lynette Foreman   | Australia     | 58"24 |                                                       |
| -       | Christine Warden  | Gran Bretagna | dq    |                                                       |

### Finale B
| Pos. | Atleta           | Nazione        | Tempo | Note                          |
| ---- | ---------------- | -------------- | ----- | ----------------------------- |
| dq   | Rosa Colorado    | Spagna         | 57"51 | [ 1 ]                         |
| 1    | Helle Sichlau    | Danimarca      | 58"03 | Miglior prestazione personale |
| 2    | Montserrat Pujol | Spagna         | 58"38 |                               |
| 3    | Simone Büngener  | Germania Ovest | 58"77 | Miglior prestazione personale |
| 4    | Susan Dalgoutté  | Gran Bretagna  | 59"31 |                               |
| 5    | Esther Kaufmann  | Svizzera       | 59"41 |                               |
| 6    | Francine Gendron | Canada         | 59"61 |                               |
| -    | Olga Commandeur  | Paesi Bassi    | dns   |                               |